# 阿方索·贝尔纳尔

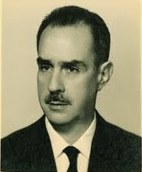
阿方索·贝尔纳尔·德尔里斯戈

阿方索·贝尔纳尔·德尔里斯戈（西班牙語：Alfonso Bernal del Riesgo；1902年1月23日—1975年1月4日）是一位古巴心理学家、律师、教授、作家和研究员，以其对心理学作为科学和职业的发展与起源的研究而闻名。他在哈瓦那大学有着漫长而成功的职业生涯。通过他的著作，他发展了“古巴心理学”的概念，该概念定义了对古巴心理学身份的研究。恩里克·何塞·巴罗纳和阿尔弗雷多·米格尔·阿瓜约·桑切斯的著作对他早期的工作产生了影响。1925年，他与何塞·米格尔·佩雷斯·佩雷斯、卡洛斯·巴利尼奥、胡利奥·安东尼奥·梅利亚共同创建古巴共产党。1975年，他在哈瓦那去世。